# Dolna Gradeșnița, Blagoevgrad
Dolna Gradeșnița este un sat  situat în partea de sud-vest a Bulgariei, în Comuna Kresna din Regiunea Blagoevgrad. La recensământul din 2011 avea o populație de 661 locuitori.

## Demografie
Componența etnică a satului Dolna Gradeșnița
     Bulgari (98,03%)
     Nicio identificare (1,21%)
     Altele (0,75%)
La recensământul din 2011, populația satului Dolna Gradeșnița era de 661 locuitori. Din punct de vedere etnic, majoritatea locuitorilor (98,03%) erau bulgari. Pentru 1,21% din locuitori nu este cunoscută apartenența etnică.